# McLaughlin Line Railroad
Die McLaughlin Line Railroad (AAR-reporting mark: MCLR) war eine amerikanische Rangier-Eisenbahngesellschaft in Pennsylvania.
Die Gesellschaft war im Eigentum der Metal Service Company und betrieb ab 1985 bis Anfang der 1990er Jahre eine 3 Kilometer lange frühere Bahnstrecke der Pennsylvania Railroad in Apollo. Jährlich wurden rund 900 Güterwagen zwischen dem Übergangspunkt zur Norfolk Southern Railway (Apollo Junction)  und dem Werk der Metal Service Company in Apollo bewegt. Mit der Stilllegung und dem Abriss der Fabrik wurde auch der Bahnbetrieb eingestellt.
Die McLaughlin Line Railroad verfügte über zwei Lokomotiven GE 80-ton und eine Porter 65-ton. 